# Brasseries Kronenbourg
Brasseries Kronenbourg is een Franse bierbrouwer uit de stad Straatsburg. Het bedrijf bestaat sinds 1664 en is sinds 2008 eigendom van het Deense concern Carlsberg. De brouwerij produceert meerdere merken voor de Franse markt en is marktleider in het land.

## Geschiedenis
In 1664 opent Jérôme IV-Hatt een brouwerij genaamd Le Canon aan de Place du Corbeau in het hart van Straatsburg. In 1850 wordt de brouwerij verplaatst naar de wijk Cronenbourg (Kronenburg in het Duits). In deze nieuwe brouwerij maakt men bier aan de hand van ondergisting, een productieproces dat in die tijd nieuw is en waarbij de temperatuur niet de 10 °C mag overstijgen; vandaar dat het grotendeels ondergronds plaatsvindt.

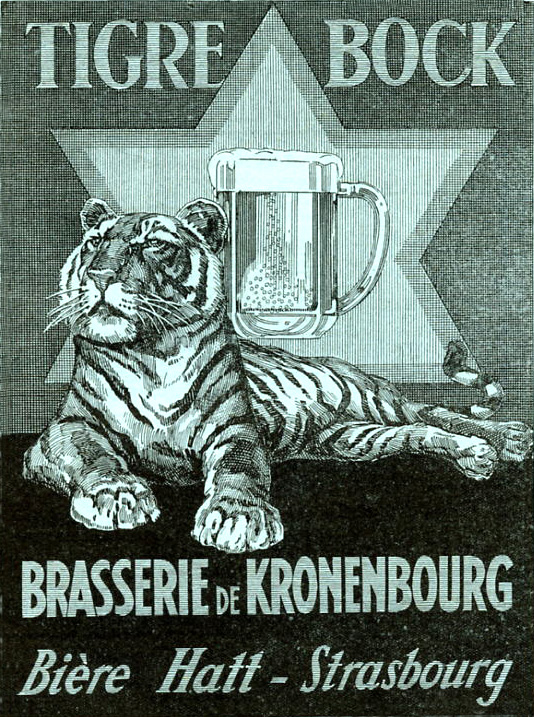
Reclameposter van het bedrijf uit 1934

In 1922 neemt de familie Hatt het restaurant Le Grand Tigre over, een prestigieus restaurant in Straatsburg. Voor die gelegenheid brengt de brouwerij het bier Tigre Bock uit, een merk dat in 1930 het meest gedronken bier van Frankrijk is. In 1947 wordt dit bier omgedoopt in Kronenbourg, naar de wijk waar het gebrouwen wordt, maar beginnend met een 'K', wat er Duits uitziet en het een stempel van kwaliteit moet geven. Als in 1952 Elizabeth II tot koningin van het Verenigd Koninkrijk wordt gekroond, brengt het bedrijf Kronenbourg 1664 uit. Ook dit merk zal een lang leven beschoren zijn.
In 1969 verhuist de brouwerij. De oude fabriek kan de vraag niet meer aan, en een nieuwe opent de deuren in Obernai. Op dat moment is het de grootste brouwerij van Europa, vandaag de dag is het nog steeds de grootste van Frankrijk. In 1970 gaat het bedrijf deel uitmaken van het concern BSN en in 1986 fuseert het met Kanterbräu, waardoor de Brasseries Kronenbourg ontstaan. In 2000 wordt de brouwerij overgedaan aan Scottish & Newcastle, dat in 2008 weer overgenomen wordt door een consortium van Heineken en Carlsberg, en zal deel uit gaan maken van dat laatste bedrijf.
Tegenwoordig zijn de Brasseries Kronenbourg marktleider in Frankrijk: een op de drie biertjes dat in het land gedronken wordt, komt uit de brouwerij in Obernai.

## Cijfers
In totaal heeft het bedrijf een marktaandeel van 30,5% en is daarmee marktleider in het land. In 2011 realiseerde het een omzet van 902 miljoen euro. De brouwerij in Obernai is met een oppervlakte van 70 hectare en een productie van 7,3 miljoen hectoliter de grootste van Frankrijk, er werken 1210 mensen.

## Merken
De Brasseries Kronenbourg produceren meerdere biermerken voor de Franse markt.
- Kronenbourg, het belangrijkste merk van het bedrijf dat op zichzelf al ongeveer een vijfde van de Franse markt bedient[1]
- 1664, het derde merk op de Franse markt
- Grimbergen
- Kanterbräu
- Carlsberg
- San Miguel